# Siddharth Dhanvant Shanghvi
Siddharth Dhanvant Shanghvi, né le 25 août 1977, est un romancien et photographe indien. Il collabore également au Time ainsi qu'à d'autres revues.
Il est l'auteur de plusieurs romans ; son premier roman, traduit en 2004 sous le titre La Fille qui marchait sur l'eau, décrit son pays natal dans les années 1920, époque durant laquelle  le pays est sous domination britannique. Son dernier roman, Les Derniers Flamants de Bombay paru en 2009, décrit les élites huppées de la mégalopole indienne Bombay.
Il est récompensé en 2005 du prix Grinzane Cavour  du meilleur jeune auteur.